# Sigfried Held
Sigfried Held (* 7. srpna 1942 Freudenthal) je bývalý německý fotbalista, hrající v útoku nebo jako ofenzivní záložník.
Narodil se v Bruntále, po vysídlení Němců z Československa se jeho rodina usadila v dolnofranském Marktheidenfeldu. Hrál za Kickers Offenbach, v roce 1965 přestoupil do Borussie Dortmund, s níž vyhrál Pohár vítězů pohárů 1965/66 a stal se v roce 1966 vicemistrem Německa. V německé reprezentaci odehrál 41 zápasů a vstřelil pět branek. Startoval na mistrovství světa ve fotbale 1966, kde byli západní Němci poraženými finalisty (vstřelil úvodní branku svého týmu v zápase proti Švýcarsku) a na mistrovství světa ve fotbale 1970, kde obsadili třetí místo. Před účastí na vítězném mistrovství Evropy ve fotbale 1972 dal přednost rozhodujícímu zápasu Offenbachu o postup do Bundesligy.
Po ukončení hráčské kariéry se stal trenérem, vedl reprezentační týmy Islandu, Malty a Thajska a kluby Galatasaray SK, Dynamo Drážďany a Gamba Ósaka. Je funkcionářem Borussie Dortmund, má na starosti komunikaci s fanoušky. V roce 2013 vydal vzpomínkovou knihu Rund um den Ball.